# Cornelius Udebuluzor
Cornelius Chidubem Udebuluzor (ur. 27 sierpnia 1974 w Enugu) – nigeryjski piłkarz, grający na pozycji napastnika.

## Sukcesy
- 2001/2002 Król strzelców I ligi Hongkongu (Buler Rangers FC)
- 2002/2003 Puchar Hongkongu (Sun Hei)
- 2002/2003 Puchar Ligi Hongkongu (Sun Hei)
- 2004/2005 Mistrz Hongkongu (Sun Hei)
- 2004/2005 Puchar Hongkongu (Sun Hei)
- 2004/2005 Puchar Ligi Hongkongu (Sun Hei)